# Voliš li me ti
Voliš li me ti är Indira Radićs sjunde studioalbum, som släpptes via Zam Production, år 1998.

## Låtlista
1. Voliš li me ti (Älskar du mig?)
2. Zabranjeno (Förbjuden)
3. Junačko srce (Heroisk hjärta)
4. Crne zore (Av gryningen)
5. Majko (Mor)
6. Kafana (Pub)
7. Decembar (December)
8. Spakuj svoje stvari (Packa dina väskor)
9. Srce puno otrova (Hjärta av gift)
10. Da, da, da (Ja, ja, ja)